# Historia de Medellín

Primer escudo de Armas de Medellín.

La historia de la ciudad de Medellín (Colombia), de la cual dan cuenta los archivos y registros, comienza con la fundación de El Poblado de San Lorenzo de Aburrá el 2 de marzo de 1616, poblado que fue designado luego como resguardo indígena para la población de los nativos y erigida como Villa de Nuestra Señora de La Candelaria de Medellín el 2 de noviembre de 1675.
El Valle en donde se ubica Medellín (Valle de Aburrá) estaba habitado por pueblos criollos desde el siglo V a. C., aproximadamente; fue visto por los españoles, por primera vez, apenas 49 años después del arribo de Cristóbal Colón a las Bahamas, en agosto de 1541 durante una expedición al mando de Jerónimo Luis Tejelo, quien a su vez obedecía órdenes del mariscal Jorge Robledo, nombrándolo como Valle de San Bartolomé de los Alcázares.

## Origen etimológico
Cecilio Metelo Pío fundó en el año 75 a. C. una población en Hispania (hoy España), a la que llamó Metellinum. Se trata de la actual Medellín de Extremadura, en la provincia de Badajoz. Un conde de esa localidad de Medellín de Extremadura, don Pedro Porto Carrero y Luna, presidente del Consejo de Indias de España, consiguió una autorización para llamar Medellín a una nueva fundación americana, debido a su interés en que otra recién fundada villa de ultramar fuese reconocida por la España peninsular.
A través de la historia, Medellín ha sido llamada con diferentes nombres: “Aburrá de los Yamesíes”, “San Lorenzo de Aburrá”, “San Lorenzo de Aná”, “Valle de San Bartolomé de los Alcázares”, “Villa de la Candelaria de Medellín” y, finalmente, se ha llamado “Medellín”.
Aunque se conoce de manera general, desde el punto de vista de los conquistadores españoles, acerca de la población prehispánica que habitó la región donde se asienta Medellín (Colombia) que hoy conocemos como el Valle de Aburrá, donde también se asienta el Área Metropolitana de Medellín, el recuento se limita a nombrar unas tribus aborígenes y la manera como la agricultura y otras prácticas religiosas eran llevadas a cabo pero la especificidad de la dinámica total de esas culturas se cuenta es más desde el punto de la reconstrucción arqueológica que desde la reconstrucción histórica por parte de los descendientes de esas tribus quienes fueron exiliados, en su mayoría, a la parte norte del departamento de Antioquia y forzados al pasar los siglos a asumir la cultura española de los conquistadores.
Muchos son los nombres que vagan por la memoria de la ciudad y el departamento de Antioquia asociados con caciques, leyendas y tradiciones, y son ellos casi los únicos vínculos que se conservan con los ancestros indo-americanos. Catíos, Nutabes, Tahamíes, Yamesíes y Niquías, son algunos de los apelativos de aquellos pueblos eliminados de la faz de la región y que en conjunto se denominaron aburraes por el hecho de habitar el Valle de Aburrá.

## Conquista española
El Valle de Aburrá, en donde hoy se asienta Medellín, fue visto por primera vez por los españoles el 24 de agosto de 1541, apenas 49 años después del arribo de Cristóbal Colón a las Bahamas, por una expedición de 32 hombres que venía en búsqueda de tierras y riquezas al mando de Jerónimo Luis Tejelo, quien a su vez obedecía órdenes del Mariscal Jorge Robledo; le nombraron "Valle de San Bartolomé de los Alcázares", en honor tanto a San Bartolomé en su día según el santoral católico, como a los alcázares situados en España, que tenían cierto parecido a las chozas indígenas. Los indios dueños del Valle de Aburrá, armados con dardos, macanas y tiraderas, ofrecieron una feroz resistencia, y muchos se suicidaron para evitar ser dominados. Luego de su paso inicial por el valle, esta primera expedición española de Tejelo pasó de largo y continuó su exploración hacia el río Magdalena, lejos hacia el este del valle.

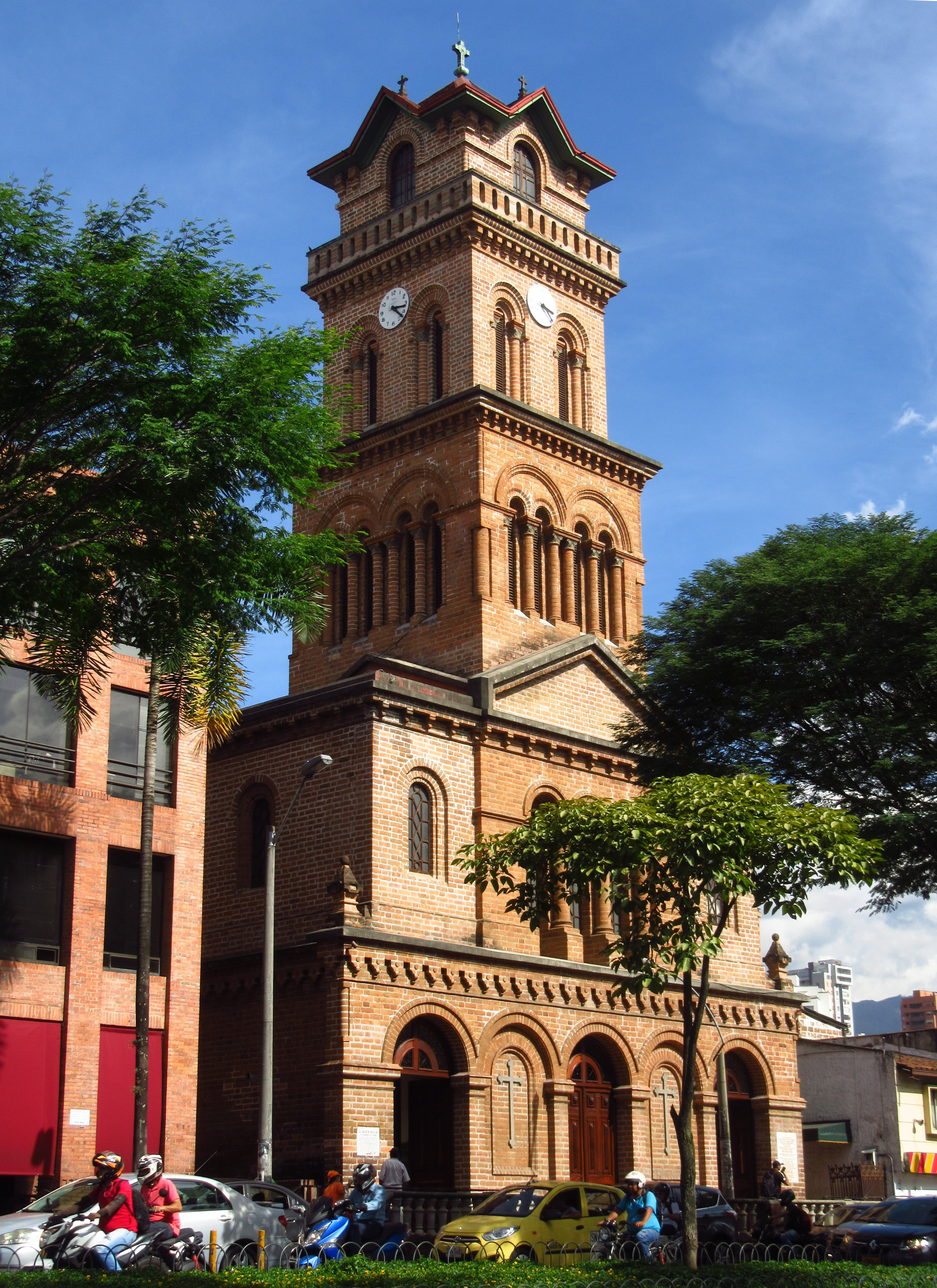
Iglesia del Parque El Poblado. En este lugar Francisco Herrera y Campuzano fundó el poblado de San Lorenzo el 2 de marzo de 1616.

Muchos años después, en 1616, el valle resultaría propicio a otro grupo de conquistadores encabezados por Francisco de Herrera Campuzano para fundar el 2 de marzo la población de San Lorenzo de Aburrá en donde hoy queda el Parque de El Poblado. Se trató del establecimiento de un resguardo indígena para la protección de los naturales, con 80 nativos. Que desapareció pronto por la prohibición del mestizaje. 
Entre 1630 y 1650, empezó la población del Valle de Aburrá por parte de descendientes de los primeros españoles y por inmigrantes nuevos.
En 1637 y luego en 1646 se trasladan los habitantes al ángulo formado por el río Aburrá, hoy río Medellín, y el riachuelo de Aná (quebrada Santa Helena).
En 1649 en el Sitio de Aná se construye la iglesia de la Candelaria por iniciativa del Padre Juan Gómez de Ureña, y desde entonces empezó a designarse el sitio con el nombre de Nuestra Señora de la Candelaria de Aná.
El 20 de marzo de 1671 el Teniente de Gobernador Juan Bueso de Valdés funda la Villa Nueva del Valle de Aburrá de Nuestra Señora de la Candelaria, por decreto del Gobernador Francisco de Montoya y Salazar. Esta fundación no tuvo el efecto que podría tener una dada mediante Real Cédula fundacional, por lo que se busca la confirmación de la misma, además por los problemas que presentaban para los habitantes de la nueva Villa, los intereses de los de Santafé de Antioquia, que intuían que su papel preponderante se vería disminuido con la reciente fundación.
En 1675 se dio la fundación de la Villa de Nuestra Señora de la Candelaria de Medellín, según Real Cédula portada por el gobernador y capitán general de la provincia de Antioquia Miguel de Aguinaga y Mendigoitia, de origen vasco en la Villa de Éibar (Guipúzcoa), quien dicta el auto de erección de este poblado el 2 de noviembre de 1675 y le impuso el nombre de Medellín, derivado de Quinto Cecilio Metelo Pío, fundador de la ciudad de Metellinum (Medellín), en Extremadura, en honor a un protector suyo, que era don Pedro de Portocarrero y Luna, conde de Medellín y comendador de Indias, quien siempre se había mostrado muy favorable a la creación de esta nueva villa.
El acto fue adelantando luego de la misa en ceremonia solemne que incluyó procesión a caballo presidida por el gobernador, seguido de los Principales del pueblo; acto seguido se leyó la Real Cédula y fue fijada en una estaca en el centro de la Plaza Mayor.

## Periodo virrenal

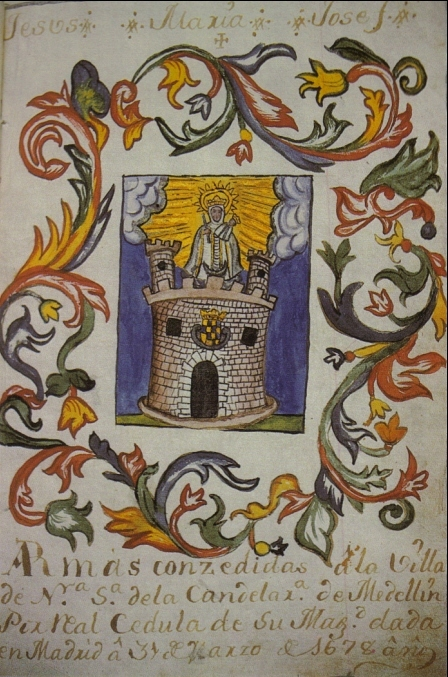
Escudo de Armas de Medellín del año 1678.

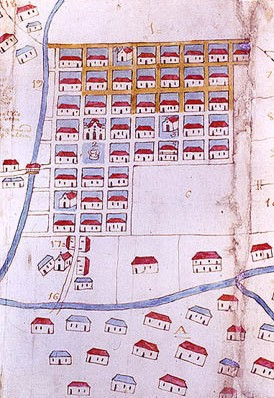
Plano de Medellín en 1791.

Durante el tiempo virreinal Medellín no tuvo mucha importancia como centro urbano. El señorío de Antioquia lo ostentarían en esa época la ciudad madre de la región antioqueña, Santa Fe de Antioquia, en el occidente del departamento, la ciudad de Rionegro en el oriente, y los pueblos mineros de la zona del Bajo Cauca. Medellín sería una tranquila villa rodeada de hatos sin mayor importancia.
En la época virreinal, la fundación de nuevos asentamientos en el Valle de Aburrá obedeció a la necesidad de intercambio de la capital provincial de Santa Fe de Antioquia con otras regiones del del exterior, dada su posición de paso obligado en la ruta hacia el río Magdalena y la costa atlántica.
Luego, con el transcurso del tiempo, el valle, y en especial Medellín, pasaron de ser una simple estación en las rutas comerciales que provenían de la capital provincial, a convertirse en el nuevo centro político y económico de la región.
El gobernador Miguel de Aguinaga y Mendigoitia, el 2 de noviembre de 1675, estableció a todo el Valle de Aburrá como una sola jurisdicción, desde el nacimiento del río Medellín hasta el lugar donde cambia su nombre por el de río Porce, es decir, desde el paraje de La Valeria, en el municipio de Caldas, al sur del valle, hasta la localidad de El Hatillo en el municipio de Barbosa, al norte; tres mil personas habitaban entonces la zona.
Los primeros nombramientos fueron: alférez real don Rodrigo García Hidalgo, alguacil mayor don Juan Jaramillo de Andrade, alcalde provincial de la Santa Hermandad don Pedro Gutiérrez Colmenero, regidores don Roque González de Fresneda, don Francisco Díez de Latorre, Luis Gómez y don Alonso López de Restrepo. Habiéndose excusado Colmenero y García Hidalgo, se les reemplazó con don Marcos de Rivera y Guzmán y don Pedro de Celada y Vélez.
En 1674 desde los Potreros de Barbosa (llamada así desde que el capitán Nicolás Blandón traspasó los terrenos a Diego Fernández Barbosa), comprendiendo Hatogrande (Girardota), el Sitio de la Tasajera (Copacabana) y Hatoviejo (Bello), había 68 familias; en el Sitio de Aná (Centro) 85 familias, en el Poblado de San Lorenzo (El Poblado) 24 familias, en El Guayabal 62 familias, en La Culata (San Cristóbal) dieciocho y en Bitagüí (Itagüí) 10 familias.
La mayor parte de la población estaba conformada por indígenas, negros y mestizos con un pequeño grupo de peninsulares.
Otras seis u ocho familias de civiles, entre los que se contaban los que fueron encargados del censo por el gobernador Aguinaga, Joseph Vásquez Romero (Protector de los Naturales), Diego García de Galbis, Lucas de Morales y Marcos López de Restrepo, este último primo del alférez don Alonso y de quienes se conserva registro de su origen en el poblado de Restrepo en el actual Vegadeo, antes parte de Castropol, en Asturias y vecinos de la “… Ría de San Esteban de Piantón y Paramios, jurisdicción de la Villa de Castropol en Asturias de Oviedo”, lugar del cual, “… corriendo el año 1638, parten hacia las Indias Occidentales. Se alistan en los galeones de la Armada de S. M. el Rey Felipe IV, que parten de San Lúcar de Barrameda en la expedición al mando de don Carlos de Ibarra…”, arribando a la Nueva Granada en 1646.
Como comentario adicional, Antioquia careció de una tradición artesanal durante el período virreinal y, como en el resto del país, los pocos objetos de interés artístico fueron traídos de los talleres quiteños.
El mandatario Juan del Corral declara a Medellín ciudad en 1813, motivado por la importancia comercial que la ciudad había adquirido por ese entonces.
Sólo hacia 1870 se inició en la comunidad un gran auge económico y como consecuencia se produjeron la consolidación de una arquitectura y un espacio urbano representativos, así como la creación de entidades dedicadas a las bellas artes y a las letras.

## Independencia

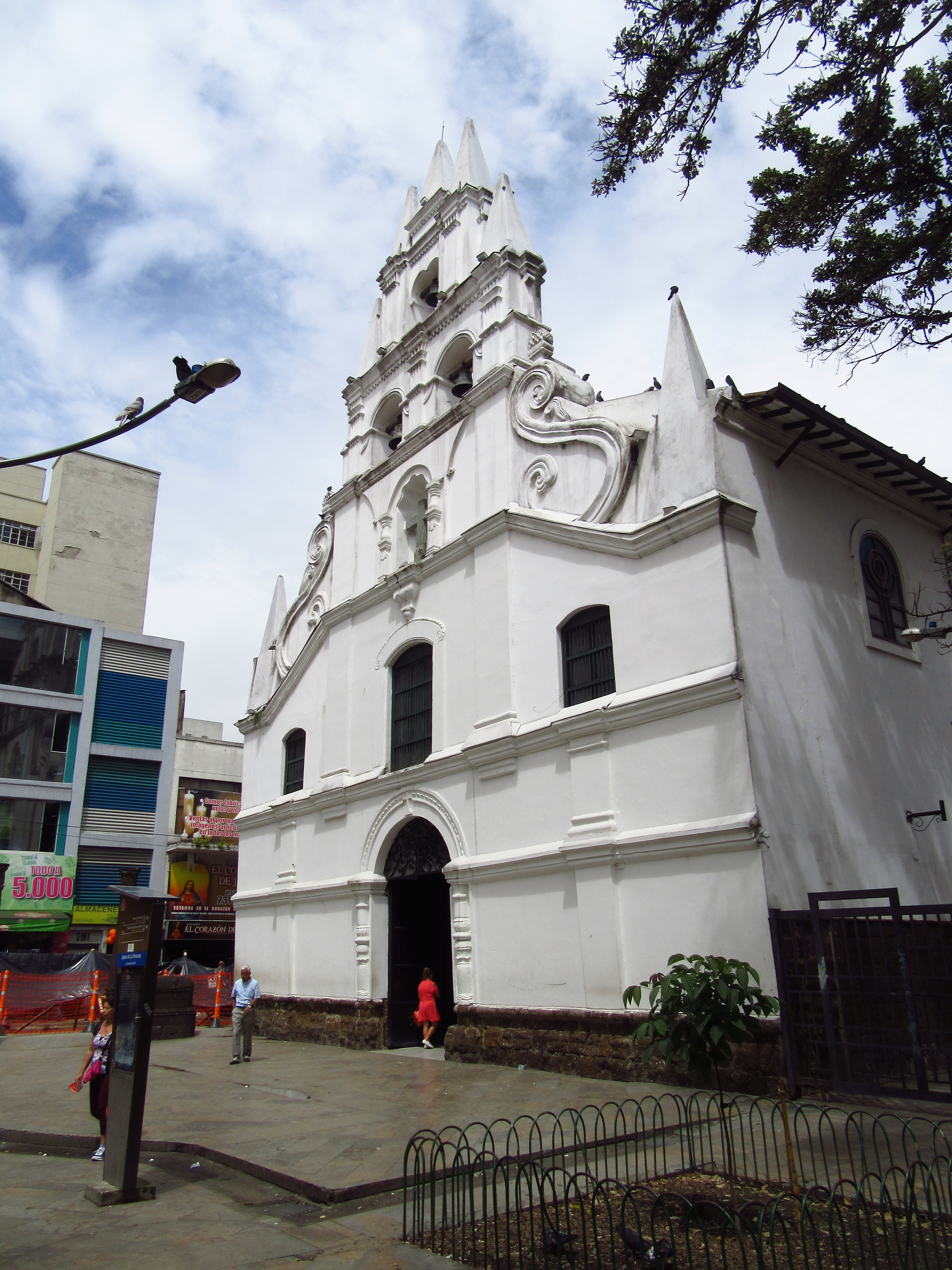
Iglesia de la Veracruz, primera parroquia de Medellín.

En consecuencia, Medellín no tendría tampoco mucho protagonismo en ese importante evento que representó la independencia nacional. Dicho protagonismo correspondería, en el departamento de Antioquia, a la ciudad de Rionegro y en general al Oriente antioqueño, con figuras heroicas de primer orden como el general José María Córdova. El tiempo de Medellín tampoco sería entonces el de la Independencia. No obstante, Francisco Antonio Zea, uno de los grandes personajes de la gesta independentista, nació en Medellín el 21 de noviembre de 1766, y moriría en Inglaterra en 1822.
El gobernante Juan del Corral declara ciudad a Medellín en 1813, ante su creciente importancia comercial que se debió a su estratégica ubicación en medio de los dos principales centros económicos antioqueños de entonces: Rionegro y Santa Fe de Antioquia.
Por fin, el 17 de abril de 1826, la villa es elevada a la categoría de capital de Antioquia, título que ostentaba la ciudad madre Santa Fe de Antioquia

## Finales delsigloXIX

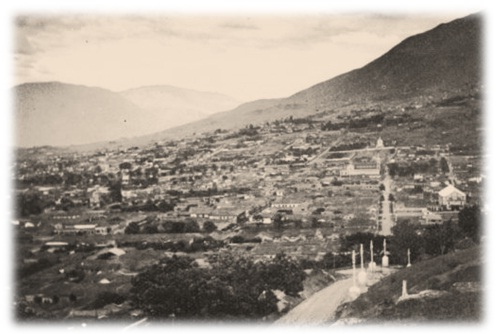
Medellín en 1849.

La ciudad empezaría a tener una cierta importancia económica y política con figuras como Pedro Justo Berrío (1827 - 1875), quien iniciaría una era de progreso y construcción de infraestructuras. Tranvía, tren, banca, carreteras y un dinamismo político de rango nacional comenzarían a gestarse en la naciente ciudad. Sería también un centro intelectual importante que atraería a escritores y pensadores. La Guerra de los Mil Días, que cerró el siglo XIX en Colombia, no afectaría en mucho al departamento de Antioquia ni a Medellín.

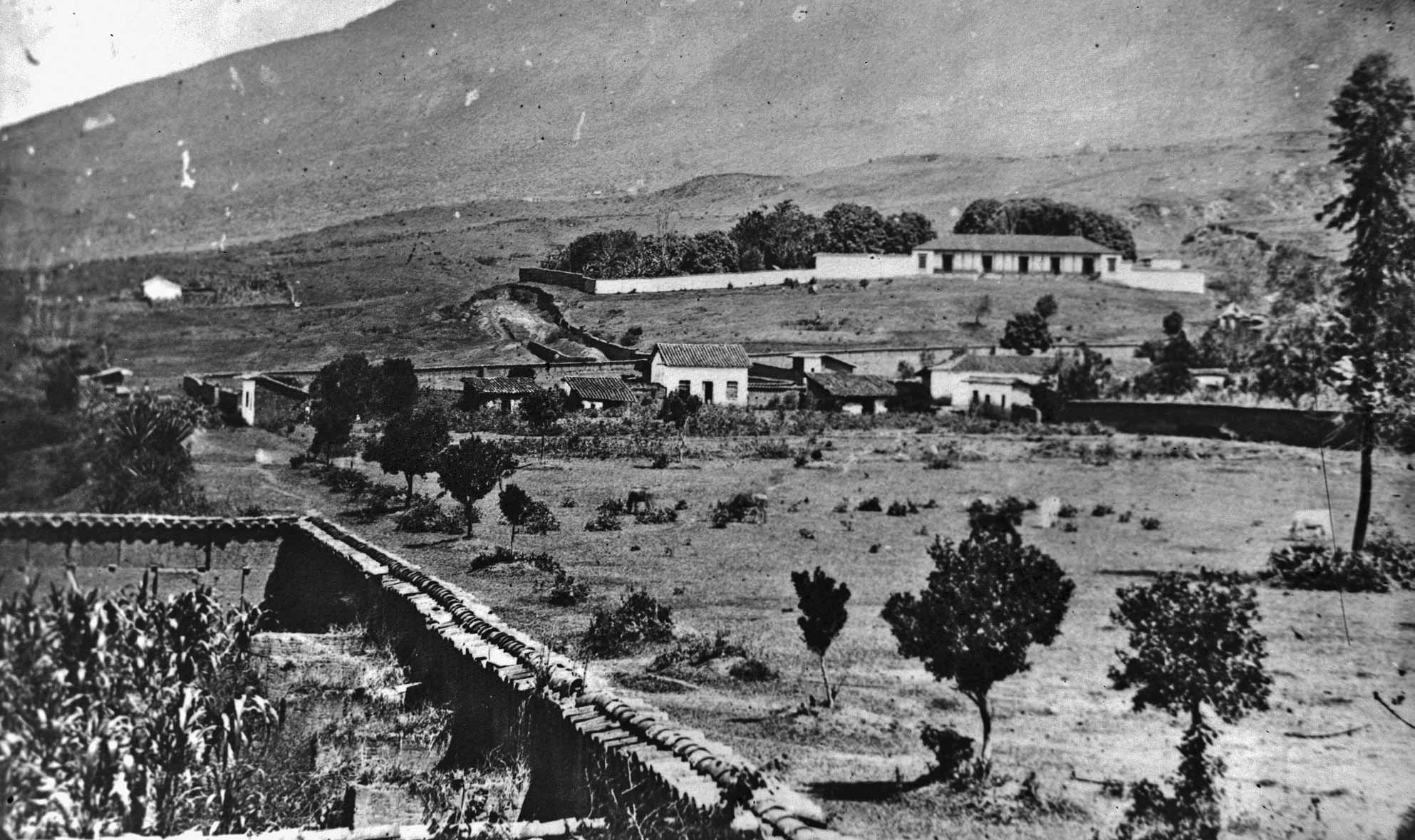
El sector de Villanueva, hoy en el centro de la ciudad, en 1875.

En 1888 empezó a funcionar la escuela Santa Cecilia, dedicada a la enseñanza de la música. Más adelante, al integrarse con el taller de pintura de Francisco A. Cano, se formó el Instituto de Bellas Artes en 1910. Los ideales religiosos, políticos y económicos de la élite, los ordenamientos sociales y espaciales que se imponen durante las distintas décadas, configuran una cultura definida y aceptada desde la oficialidad. La diversidad étnica y social, la memoria oral, los valores sociales, las tradiciones y las costumbres, las vivencias implícitas en el poblamiento, la supervivencia y el establecimiento permanente en la ciudad, generan nuevas realidades culturales.
Las artes plásticas, la literatura y la música se presentan como manifestaciones culturales de trascendencia por su repercusión social e histórica, por hacer parte del conocimiento, de la interpretación y la apropiación regional y local, y por sus temáticas y contenidos.
Hacia 1890, y ante una ciudad que había crecido sin planeamiento y en forma desordenada en los dos siglos anteriores, la Administración formula el primer plano futuro, pero a pesar de realizar el primer gran esfuerzo en tal sentido, la dinámica de desarrollo de la ciudad no variará substancialmente. Para la época, Medellín era sólo un poblado grande, de calles empedradas, prácticamente sin servicios públicos, carreteras o telecomunicaciones.

## Primera mitad delsigloXX
Los procesos importantes de industrialización y desarrollo urbano comenzaron en la década de los 30. Las políticas de los gobiernos de Enrique Olaya Herrera y Alfonso López Pumarejo, abrieron las puertas al crecimiento económico del país que beneficiaría en cierta manera a poblaciones como Medellín. A la par con el desarrollo cultural y social, la comarca se preparaba para el despegue industrial que ya asomaba tras la abrumadora presencia del oro y el café.

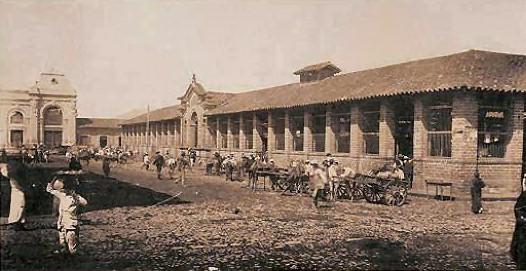
Plaza de mercado en 1920.

Durante los primeros cincuenta años del siglo XX, la historia de Colombia pasó ahora sí por Medellín, que se convirtió en un centro de poder político y económico. Fue entonces cuando se expresó a plenitud el gran espíritu empresarial del pueblo antioqueño, y por igual el de una sociedad económica sin los latifundios que caracterizaron el desarrollo de las demás regiones del país. La propiedad estuvo repartida y Antioquia, especialmente como resultado de la colonización antioqueña, se convirtió en el eje industrial, económico y financiero de la nación.
El cruce del Valle de Aburrá por parte del ferrocarril, la proximidad a fuentes de agua para generación de electricidad y para los procesos industriales, la cercanía a un mercado de expansión, se convirtieron entre otros en los principales factores de localización de la industria incipiente y promovieron el fortalecimiento de las cabeceras municipales con mayores ventajas comparativas en este campo, tales como Bello, Itagüí, Envigado y Medellín.

## La Violencia
Después de 1945, con el recrudecimiento de la época de La Violencia, la ciudad afrontó un proceso acelerado de crecimiento que hizo aumentar el número de habitantes y urbanizar terrenos que no eran tenidos como posibles zonas de construcción, especialmente hacia el norte. Si bien la guerra civil que se ensañó con los campos colombianos no tocó directamente a la ciudad, esta sí se vio afectada por la llegada masiva de refugiados.
El desconocimiento oficial de los hechos sangrientos que se desarrollaron en los campos colombianos y que causaron un número impreciso de víctimas (las fuentes oficiales negarían públicamente que se trataba de una guerra y lo llamaban “perturbación del orden público”), hicieron que los refugiados campesinos que llegaban a poblaciones como Medellín, no fueran considerados como tales y por ende, no tuvieron una atención debida a sus necesidades. Por dicha razón se produjo un crecimiento desmesurado de la ciudad.

## Conflicto armado interno de Colombia
La década de los 70 vio el surgimiento de las mafias colombianas de la droga, lo que influiría en los problemas sociales, políticos y de desarrollo de la ciudad, y que contribuirían a asignarle el título de “ciudad más violenta del mundo”.
La crisis provocada por la mafia afectaría la vida de la ciudad sobre todo en la década de los 80 debido a la guerra del estado contra la misma, y que tuvo a la ciudad como principal escenario. Pero el desarrollo de las mafias y su presencia en la ciudad obedece a un proceso más complejo que implica situaciones sociales y políticas del momento. El fenómeno del sicariato, por ejemplo, es el encuentro entre una realidad de marginación social y el avance de los negocios ilícitos de las drogas.
La guerra contra las drogas ha producido un costo alto en vidas humanas, perdida de inversiones en la ciudad, y un atraso en el desarrollo del área metropolitana.
A principios del siglo XXI la ciudad continuaba recibiendo los efectos negativos de un ilícito pero lucrativo negocio que condujo a una crisis sin precedentes en la historia de la "Tacita de Plata". 
Medellín ha sido asociada con violencia, carteles de la mafia, Pablo Escobar, sicarios y delincuencia común.  
En octubre de 2002, se desarrolló la Operación Orión, parte de la guerra urbana en la Comuna 13 de Medellín.  

## La recuperación y las grandes infraestructuras
La construcción del Metro de Medellín ha sido un paso importante para el desarrollo urbano de Medellín.

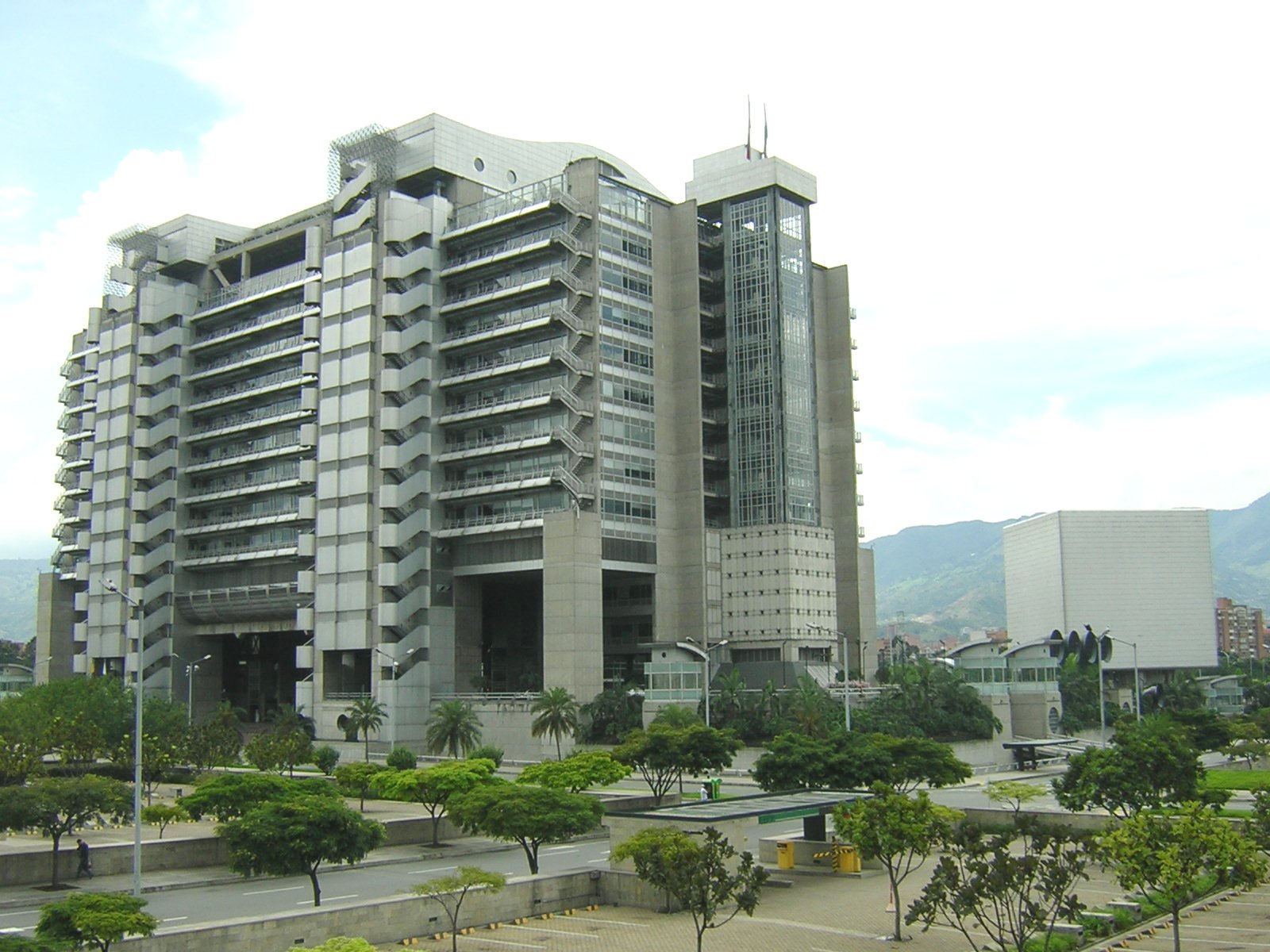
Edificio central de EPM, la mayor organización de infraestructuras en Colombia y Latinoamérica.

Medellín cuenta con obras de alta inversión, más de seis canales locales de televisión, numerosas propuestas en medios de comunicación de alta tecnología, parques, bibliotecas, edificios ultra-modernos, nuevos sistemas de transporte, nuevos centros de estudios profesionales.

## Grandes eventos históricos en Medellín
- Muerte de Carlos Gardel: el 24 de junio de 1935 en un accidente aéreo (Aeropuerto Enrique Olaya Herrera).
- Medellín, capital provisional de Colombia durante el Bogotazo, con la transferencia del Presidente Mariano Ospina Pérez a la ciudad por cuestiones de seguridad: 9 de abril de 1948.
- II Conferencia General del Episcopado Latinoamericano (CELAM): 1968.
- XIII Juegos Centroamericanos y del Caribe: del 7 de julio al 28 de julio de 1978.
- Visita del Papa Juan Pablo II a Medellín: 5 de julio de 1986.
- Muere el principal cabecilla de la mafia Pablo Escobar a manos de la policía en su intento por capturarlo: 1993.
- Inauguración del Metro de Medellín, 30 de noviembre de 1995.
- Octubre de 2002: Operación Orión.
- Marzo de 2007: tuvo lugar en la urbe el XIII Congreso de la Asociación de Academias de la Lengua Española de todo el mundo, para una revisión a fondo, actualización y definición de la gramática contemporánea del idioma español, con asistencia de los Reyes de España. La nueva Gramática del Idioma Español llevará el nombre de "Gramática de Medellín".
- Marzo de 2010: Celebración de los IX Juegos Suramericanos, con un espectáculo inaugural diseñado y dirigido por ilustres e innovadores directores del Circo del Sol (Cirque Du Soleil).
- La bienal de arquitectura (2010)
- Final de la Copa Libertadores 2016